# Новий Виселок (Миргородський район)
Но́вий Ви́селок — село в Україні, в Миргородському районі Полтавської області. Населення становить 17 осіб. Входить до складу Лютенської сільської громади.
Після ліквідації Гадяцького району у липні 2020 року увійшло до Миргородського району.

## Географія
Село Ноиый Виселок розташоване за 2 км від села Солдатове.
По селу тече струмок, що пересихає із заґатою.

## Історія
- 1523 — дата заснування.
- Село постраждало внаслідок геноциду українського народу, проведеного окупаційним урядом СССР 1923—1933 та 1946–1947 роках.
- До 2020 року орган місцевого самоврядування — Рашівська сільська рада.